# Esplorazione Idrografica dell'Oceano Artico

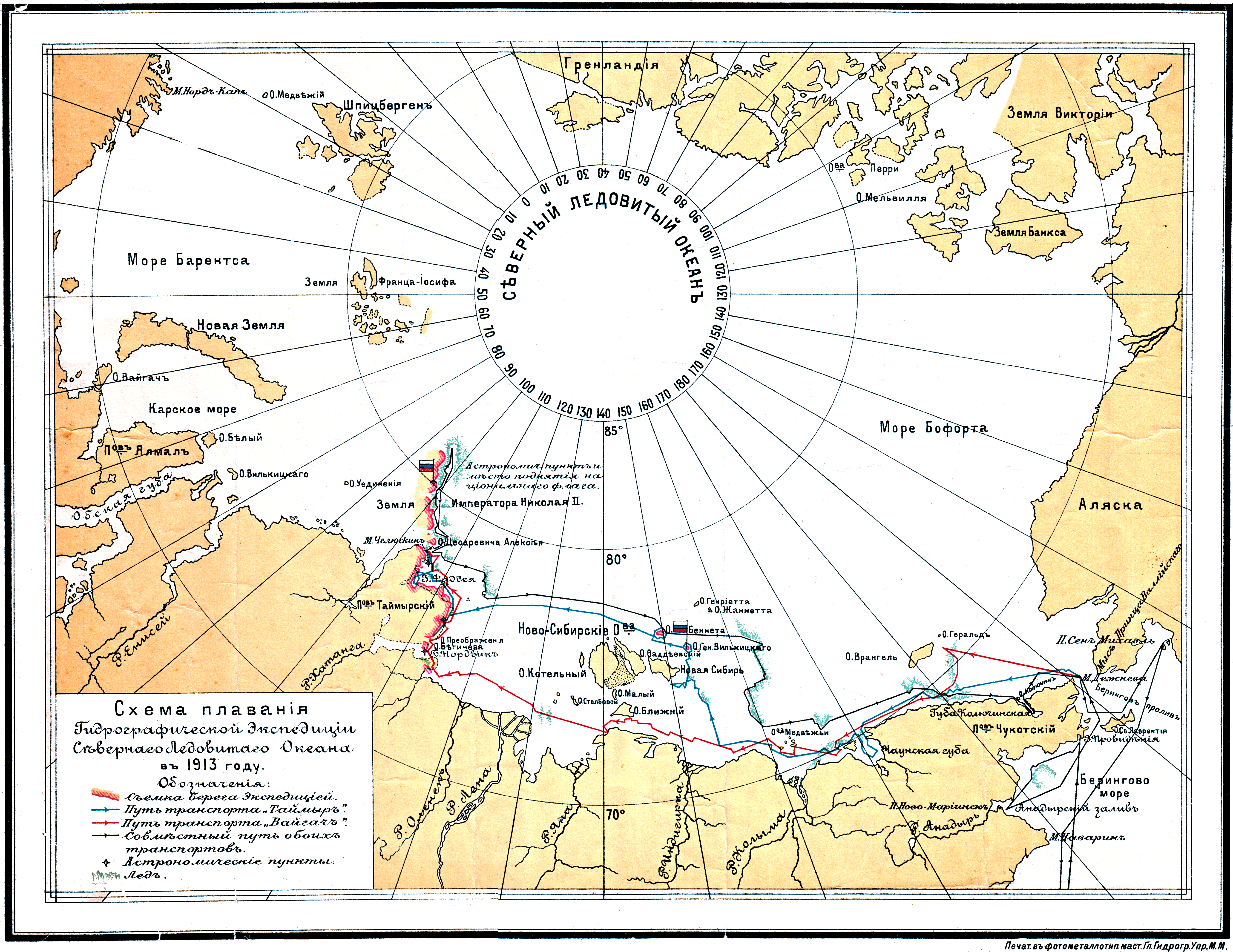
Mappa dell'esplorazione idrografica russa dell'Oceano Artico (1913)

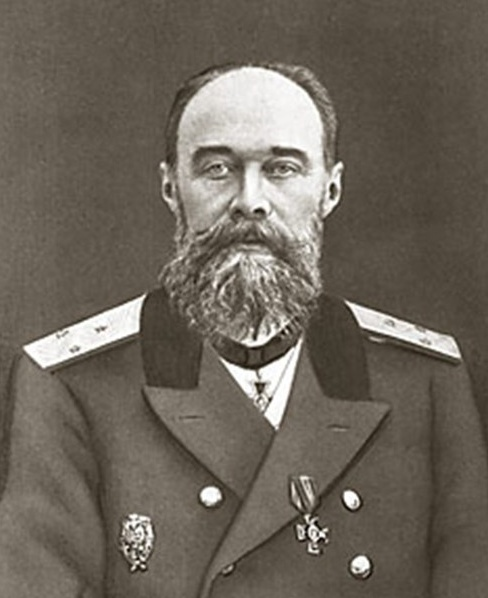
Andrej I. Vil'kickij

L'Esplorazione Idrografica dell'Oceano Artico (in russo Гидрографическая экспедиция Северного Ледовитого океана?, Gidrografičeskaja ėkspedicija Severnogo Ledobitogo okeana, GĖSLO 1910-1915) fu organizzata dalla Russia allo scopo di sviluppare la rotta artica dallo stretto di Bering allo Enisej, ovvero il passaggio a nord-est.
L'interesse per la rotta del Mare del Nord in quel periodo fu indubbiamente fornito dalla guerra russo-giapponese e dall'incapacità della ferrovia Transiberiana di gestire l'enorme traffico da sostenere durante la guerra. Negli ultimi decenni del XIX secolo, la Marina imperiale russa aveva esplorato la rotta marittima settentrionale spingendosi verso est fino alla foce dello Enisej. Inoltre, solo tre navi avevano superato Capo Čeljuskin, il punto più settentrionale del continente asiatico: la Vega di Nordenskiöld (nel 1878), la Fram di Nansen (nel 1893) e la Zarja di von Toll (nel 1901).

## La spedizione
A capo del comitato speciale istituito dalla Marina imperiale per l'allestimento del progetto fu messo Andrej I. Vil'kickij. Furono fatti costruire due rompighiaccio con scafo in acciaio nei cantieri navali della Marina sulla Neva, a San Pietroburgo. Il Vajgač e il Tajmyr furono varati nell'autunno del 1909. I primi comandanti furono il capitano Fëdor Matisen sul Tajmyr e il capitano Aleksandr Kolčak sul Vajgač.
Salparono per il loro viaggio inaugurale il 10 novembre 1909, seguendo la rotta meridionale attraverso il Canale di Suez, diretti a Vladivostok, che raggiunsero il 16 luglio 1910. Lì, il comando del Tajmyr, che era passato provvisoriamente a A. A. Makalinskij, venne assunto da Boris V. Davydov. Il comando generale della spedizione fu assunto (fino al 1913) da Ivan S. Sergeev, poi fino al 1915 da Boris A. Vil'kickij (figlio di Andrej). L'equipaggio comprendeva marinai militari e idrografi, quali Georgij Brusilov e Konstantin Neupokoev.
Salparono da Vladivostok il 30 agosto accompagnati dalla carboniera Argun', che li avrebbe seguiti fino alla baia Providenija (penisola dei Ciukci) per rifornirli di carbone. La direzione del percorso nelle acque settentrionali sarebbe stata da est a ovest. Attraversato lo stretto di Bering fu però impossibile continuare dopo Uėlen a causa del ghiaccio. Rientrati a Vladivostok, un secondo tentativo fu fatto partendo il 4 agosto dell'anno successivo.

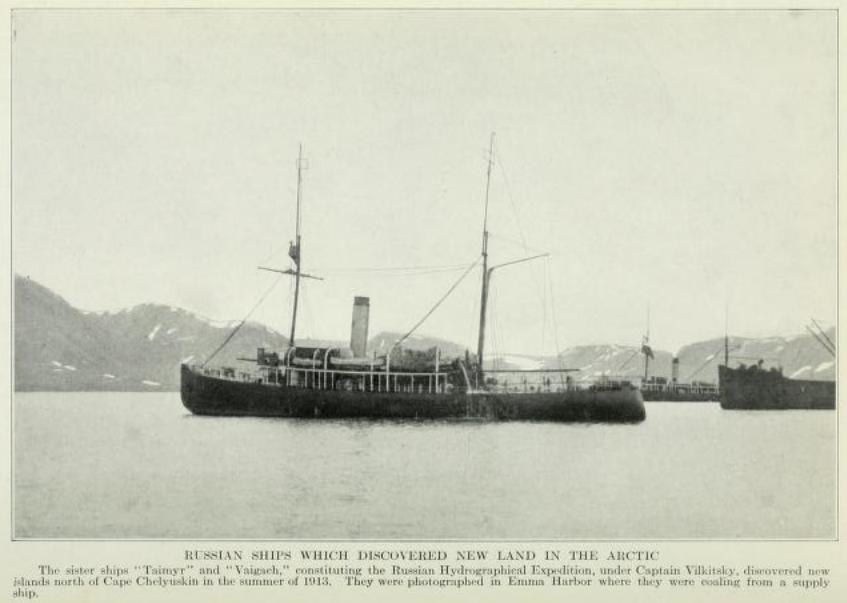
Il Tajmyr e il Vajgač che si riforniscono di carbone a Emma Harbor

### 1911
Kolčak venne sostituito dal capitano K.V. Loman. Doppiato capo Dežnëv, e procedendo a vapore su rotte parallele a pochi chilometri dalla costa, le navi della spedizione fecero progressi costanti. All'ingresso della baia del Čaun incontrarono il piroscafo Kolyma, che stava appena tornando dal fiume Kolyma, essendo il primo piroscafo in assoluto a visitare quel fiume.
Nel pomeriggio del 3 settembre il Tajmyr si arenò gravemente, stessa sorte toccò al Vajgač nel tentativo di aiutarlo a disincagliarsi. Riusciti finalmente a liberarsi, la mattina del 5 settembre, i rompighiaccio gettarono l'ancora al largo di capo Medvežiji (мыс Медвежий) alla foce del Kolyma. La costa, dallo stretto di Bering al Kolyma, era stata accuratamente rilevata per la prima volta. Questa spedizione descrisse la costa settentrionale della Siberia Orientale e di molte isole artiche, raccolse una grande quantità di dati sulle correnti, sulle condizioni del ghiaccio, sul clima e sui fenomeni magnetici.
L'8 settembre ripartirono nella nebbia e nella neve, l'inverno non era lontano. Al largo di capo Billings le navi si separarono: il Vajgač diretto a nord per esaminare l'isola di Wrangel, mentre il Tajmyr proseguì verso est per colmando le lacune nel rilevamento della costa dei Ciukci. Riunitesi a capo Dežnëv, il 28 ottobre approdarono a Vladivostok.

### 1912
Nel 1912, l'obiettivo era di portare il rilevamento a ovest fino alla foce della Lena. La spedizione iniziò molto prima rispetto agli anni precedenti, lasciando Vladivostok il 13 giugno. Esplorarono a fondo la costa della Kamčatka e raggiunsero baia Providenija il 15 luglio; dopo il rifornimento di carbone raggiunsero il 29 luglio capo Medvežiji, il punto terminale del loro rilevamento dell'anno precedente. Furono rilevate accuratamente le sei isole Medvež'i. L'11 agosto avvistarono Bol'šoj Ljachovskij e si avviarono all'esplorazione delle isole di Ljachov. Tra il 20 e il 24 agosto ambedue le imbarcazioni raggiunsero la baia di Tiksi presso il delta della Lena. Nonostante le difficili condizioni del ghiaccio, nebbia e neve, il Vajgač riuscì a raggiungere latitudine 76° 09' N sulla costa orientale della Penisola del Tajmyr il giorno 8 settembre, ma da lì fu costretta a tornare indietro, riportando danni a causa dei ghiacci. Il 23 settembre attraversarono lo stretto di Bering diretti a sud e il 23 ottobre erano di nuovo a Vladivostok.

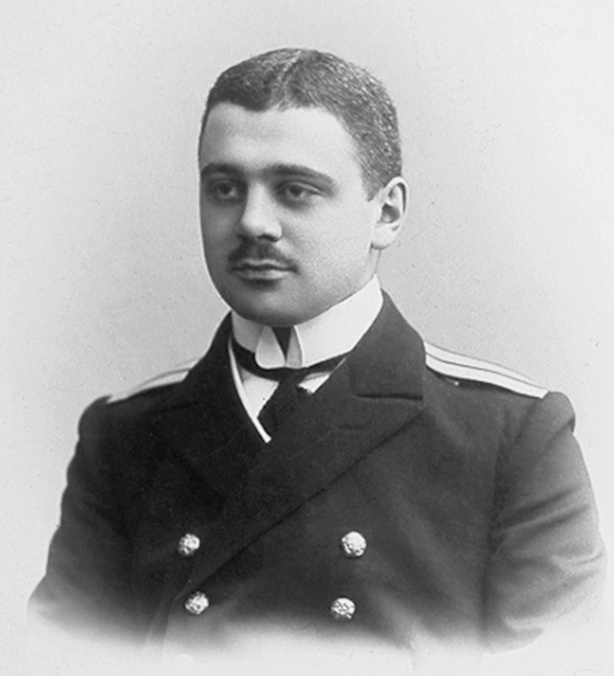
il capitano Boris A. Vil'kickij

### 1913

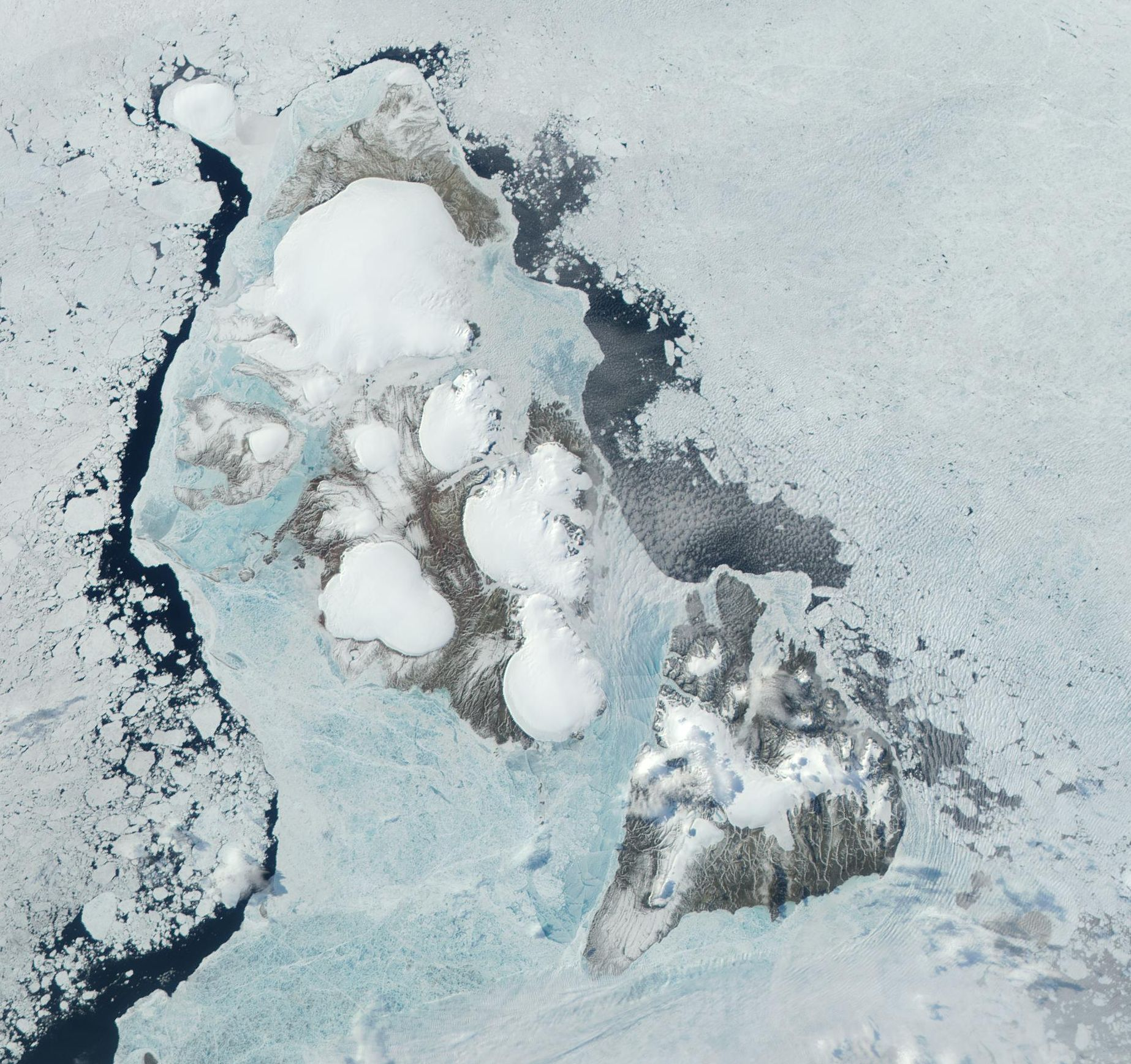
La Severnaja Zemlja

La campagna fu ripresa, ma sotto nuovi comandanti: il capitano Boris A. Vil'kickij assunse il comando del Tajmyr e il capitano Pëtr Alekseevič Novopašennyj quello del Vajgač. Sergeev mantenne la sua posizione di capo spedizione. Le navi salparono da Vladivostok il 9 luglio 1913 e il giorno 20 avevano raggiunto la baia Providenija dove si rifornirono di carbone dall'Argun' come al solito. Sergeev purtroppo subì un ictus, fu evacuato via mare, e Vil'kickij assunse il suo ruolo.
Il Vajgač fece una ricognizione verso l'isola di Wrangel (senza riuscire a raggiungerla), il Tajmyr proseguì lungo la costa continentale, il 16 agosto si incontrarono all'isola Krestovskij. Ora il Tajmyr avrebbe impostato una rotta più a nord delle isole della Nuova Siberia. Il 20 agosto fu scoperta l'isola di Vil'kickij. Fu effettuato uno sbarco e issata la bandiera. La mattina successiva fu avvistata l'isola di Bennett, ma uno sbarco fu escluso a causa del mare grosso. In seguito le due navi esplorarono la penisola del Tajmyr e con non poche difficoltà raggiunsero capo Čeljuskin dopo aver scoperto l'isola Cesareviča Alekseja (ora Malyj Tajmyr).

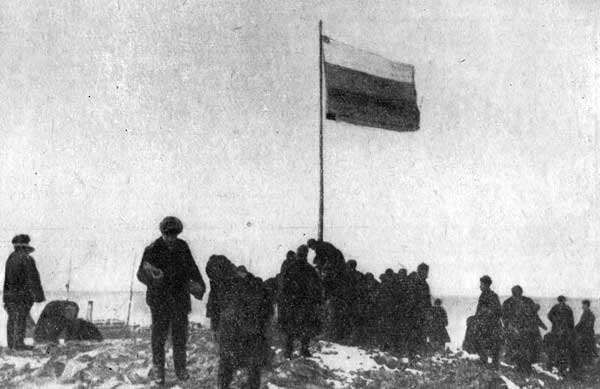
Viene issata la bandiera a capo Berg

Il 3 settembre la spedizione fece la sua più grande scoperta geografica quando raggiunse la costa dell'isola di Sant'Olga (dal 1926 isola Bolscevica) la più meridionale delle isole della Severnaja Zemlja. Novopašennyj fece sbarcare una squadra sul capo sud-orientale, che fu chiamato capo Evgenova (ora capo Vajgač). Le due rompighiaccio si diressero quindi verso nord-ovest lungo la terra ricoperta dal ghiaccio fino a quando, a mezzogiorno del 4 settembre, i membri della spedizione issarono la bandiera russa, dopo 80 km, a capo Berg (мыс Берга) sull'isola di Sant'Alessandra (poi isola della Rivoluzione d'Ottobre) e presero possesso per la Russia di quella che si credeva una nuova massa continentale con il nome di «Terra dello zar Nicola II».
Entrambe le navi costeggiarono quello che, a causa del ghiaccio, non sapevano fosse un arcipelago fino all'estremo punto nord: capo Artico (mys Arktičeskij). Si trovavano alla latitudine 81° 17' N quando Vil'kickij decise di rientrare. Il 18 settembre erano di ritorno all'isola di Bennett e una squadra sbarcò per individuare e recuperare i campioni geologici lasciati dal barone von Toll nel 1902. Il 25 novembre approdarono a Vladivostok.

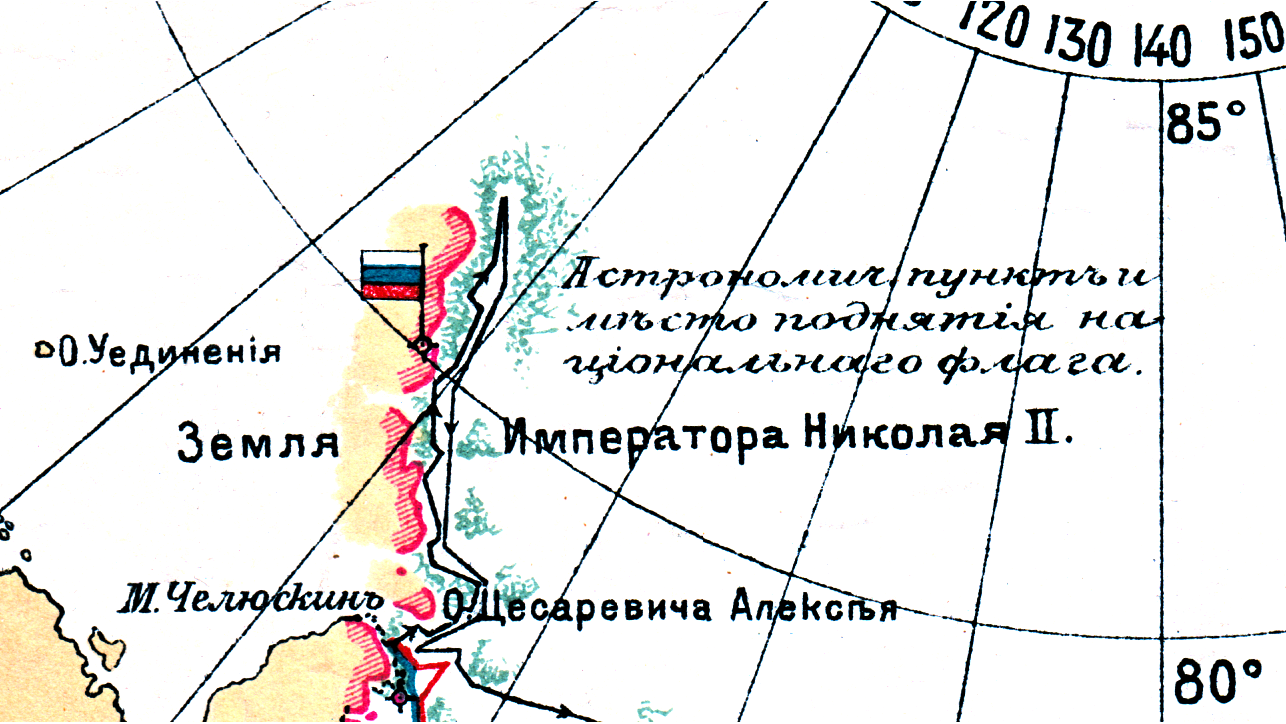
La Terra di Nicola II mappata dalla spedizione di Vil'kickij nel 1913

La spedizione idrografica nell'Oceano Artico del 1913 aveva scoperto la Terra di Nicola II (ora Severnaja Zemlja), che divenne l'ultima scoperta geografica significativa del globo. Il piano della spedizione fu sviluppato con la partecipazione attiva di Aleksandr Kolčak e Fëdor Matisen, ed era composta da marinai da combattimento. Le raccolte biologiche e geologiche furono effettuate dai medici militari Leonid M. Starokadomskij (sul Tajmyr) e Ė. G. Arngol'd (sul Vajgač).

### 1914-1915
L'obiettivo nella stagione del 1914 era quello di completare il percorso fino ad Arcangelo. Partiti il 7 giugno, e raggiunta baia Providenija il 28 luglio, ebbero il compito di salvare i sopravvissuti dell'equipaggio del brigantino Karluk (del capitano Vilhjalmur Stefansson) abbandonati sull'isola di Wrangel dal gennaio precedente. Mentre il Vajgač procedeva con i lavori idrografici lungo la costa della penisola dei Ciukci, il Tajmyr si diresse a Nome (in Alaska) per ottenere le ultime informazioni e gli aggiornamenti sulle ricerche.
La notizia dello scoppio della Prima guerra mondiale raggiunse persino un luogo remoto come Norne e, come unità della flotta imperiale, Tajmyr e Vajgač avrebbero potuto essere necessarie per il servizio attivo. Vil'kickij salpò immediatamente per incontrarsi con Novopašennyj. Decisero che il Vajgač avrebbe tentato di raggiungere l'isola di Wrangel mentre il Tajmyr sarebbe tornato indietro a Novo-Mariinsk (ora Anadyr') per consultarsi con il Comando navale di San Pietroburgo. Gli ordini furono di proseguire. Le due navi tentarono diverse volte di raggiungere Wrangel (22-24 agosto), ma il ghiaccio creò notevoli problemi alle imbarcazioni. L'equipaggio abbandonato della Karluk sarebbe poi stato finalmente salvato dalla goletta dell'Alaska King & Winge il 7 settembre.
Le due rompighiaccio si ritrovarono a capo Čeljuskin il 2 settembre in condizioni decisamente migliori dell'anno precedente e attraversarono lo stretto senza difficoltà. Superarono le isole di Heiberg, ma il 9 settembre, al largo delle isole di Fearnley il Tajmyr fu intrappolato tra due grandi banchi di ghiaccio subendo gravi danni. Lo stesso capitò al Vajgač. Alla fine le navi cercarono rifugio sulla costa occidentale della penisola di Tajmyr, dove gli equipaggi dovettero svernare a 25 km di distanza l'uno dall'altro.
Fu inaspettato captare una trasmissione radio da una nave sconosciuta. Si trattava dell'Eklips, a 275 km di distanza, una baleniera scozzese inviata dal governo russo, sotto il comando dell'esploratore norvegese Otto Sverdrup, per cercare qualsiasi traccia di due spedizioni disperse: quella di Georgij Brusilov sul Svjataja Anna e quella di Vladimir Rusanov sul Gerkules. Sia Brusilov che Rusanov erano partiti nel 1912 nel tentativo di percorrere la rotta del Mare del Nord. Al momento del contatto radio anche l'Eklips era bloccato dal ghiaccio vicino a capo Vil'd. Entro il 24 settembre ad ogni modo Tajmyr e Vajgač raggiunsero i loro previsti siti di svernamento: il Tajmyr vicino alla baia Dika (76°43′N 101°08′E), il Vajgač 25 km a nord-nord-ovest, e si prepararono ad affrontare l'inverno.
La primavera successiva, temendo la necessità di un secondo svernamento, fu avviata l'evacuazione di alcuni partecipanti alla spedizione: il 29 aprile 1915, Sverdrup partì per raggiungere i due rompighiaccio con tre slitte trainate da cani. Tra il 19 maggio e il 4 giugno scortò 26 uomini del Tajmyr e 13 del Vajgač sull'Eklips dove l'esploratore polare Nikifor Begičev arrivò con una carovana di 650 renne, consegnando rifornimenti e carburante e
si occupò di portarli verso sud. Partirono il 15 luglio e il 19 agosto raggiunsero l'isoletta di Gol'čicha sullo Enisej, a circa 700 km di distanza. In agosto le navi rompighiaccio furono liberate e si diressero a Dikson per caricare altro carbone. Il Vajgač prese il resto dell'equipaggio da Gol'čicha e continuò il viaggio con il Tajmyr attraverso il mare di Kara quasi privo di ghiacci e lo stretto di Jugor. La spedizione si concluse ad Arcangelo il 16 settembre.

### Risultati
La spedizione aveva senza dubbio avuto successi visibili. Era stata scoperta la Severnaja Zemlja, l'ultima grande massa terrestre precedentemente sconosciuta sulla terra. Inoltre, il secondo viaggio attraverso l'intero Passaggio a nord-est era stato portato a termine, il primo da est a ovest. Un grande contributo venne dalle carte prodotte, dai rilievi e dalle mappe, anche se molti dati scientifici andarono perduti a causa di un incendio a Jaroslavl nel 1918, durante la guerra civile. Tuttavia, la spedizione non fu in grado di stabilire un uso commerciale e militare della rotta marittima settentrionale soprattutto a causa della necessità di svernare durante il percorso e per le gravi difficoltà nel superare lo stretto di Vil'kickij.